# Sleeswijk Medaille
De Sleeswijk Medaille (Deens: Den slesvigske eringdringsmedaille af 1920), is een Deense onderscheiding. De ronde zilveren medaille werd in 1920 ingesteld ter herinnering aan het na de Vrede van Versailles gehouden Referendum in Sleeswijk (1920).